# Port de Long Beach
Le port de Long Beach est un port situé à Long Beach, au sud de Los Angeles, en Californie. En 2011 il était le quatrième port des États-Unis d'Amérique, et le cinquante-deuxième du monde, en ce qui concerne son activité. La zone portuaire occupe 13 km² et est adjacente au port de Los Angeles.

## Situation

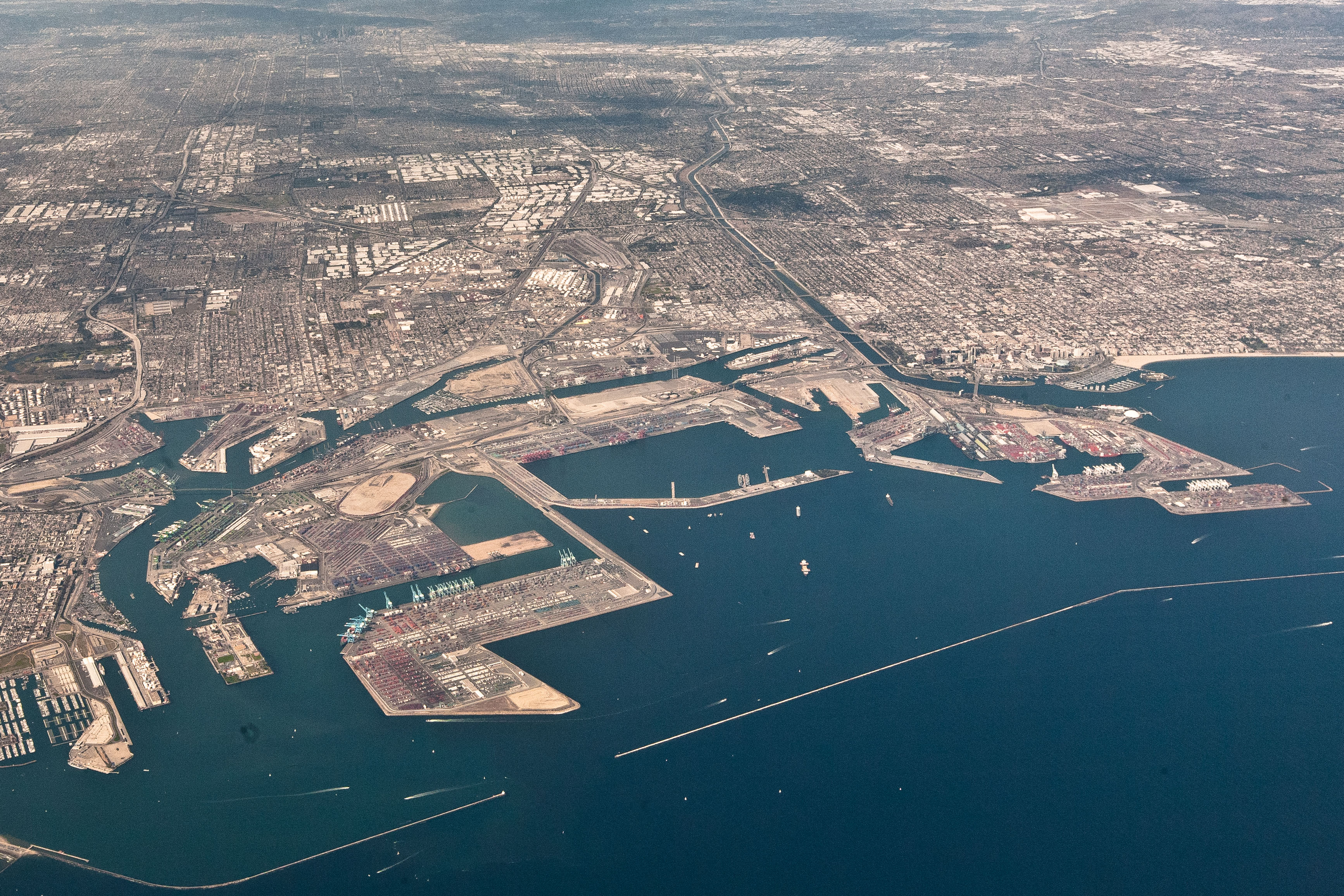
Vue aérienne du port.

Le port de Long Beach se situe, comme celui de Los Angeles auquel il est adjacent, dans la baie de San Pedro, dans la ville de Long Beach. Éloigné d'environ trente kilomètres du centre-ville de Los Angeles, et de moins de trois kilomètres du centre de Long Beach, le port est directement ouvert sur l'océan Pacifique.
La sécurité du port de Long Beach est assurée par la Long Beach Harbor Patrol. À l'instar de son voisin, le port de Long Beach peut aussi compter sur plusieurs bateaux-pompes afin de lutter contre d'éventuels incendies.
Comme pour le port de Los Angeles, la zone portuaire de Long Beach est située à côté de la route inter-État 110 (Interstate 110). Elle est aussi à proximité de l'aquarium du Pacifique.

## Historique
Le port de Long Beach est fondé le 24 juin 1911, à l'embouchure du Los Angeles. Après la Seconde Guerre mondiale le port est considéré comme le « port le plus moderne des États-Unis ».

## Infrastructures

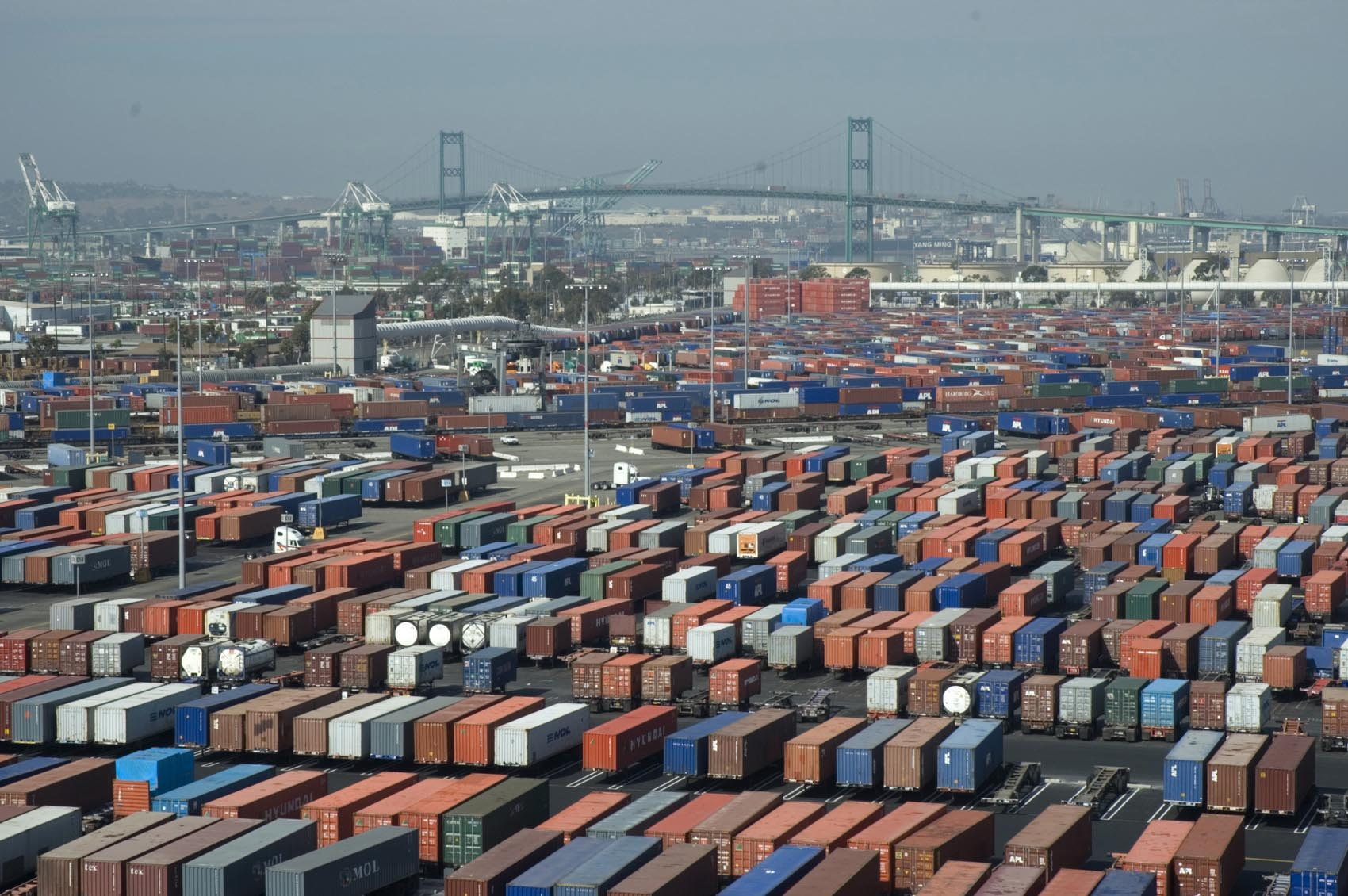
Le port de Long Beach et ses conteneurs.

### Terminaux
La société Hanjin Shipping possède des parts sur le principal terminal du port de Long Beach.

## Statistiques
En 2011, le port de Long Beach était classé 52e plus important port mondial en termes de volume, le plaçant 4e port des États-Unis, devant, entre autres, son voisin de Los Angeles. En revanche, concernant le trafic de conteneurs, le port de Long Beach arrivait à la 20e place mondiale — étant cette fois-ci derrière le port de Los Angeles, 16e — grâce à 6 061 091 conteneurs (équivalent vingt pieds) y ayant transité, faisant du port de Long Beach le second américain.
Les principaux partenaires commerciaux du port de Long Beach sont similaires à ceux du port de Los Angeles : ils proviennent en effet surtout de pays asiatiques tels que la Chine, la Corée du Sud, le Japon ou le Viêt Nam, mais également de pays océaniens, comme l'Australie.
En 2014, les ports de Los Angeles et de Long Beach connaissent leurs meilleurs résultats économiques depuis la période d'avant-crise.